# Kodovjat
Kodovjat és un poble i un antic municipi del comtat d'Elbasan, al centre d'Albània. Amb la reforma del govern local de 2015 es va convertir en una subdivisió del municipi Gramsh. La població al cens de 2011 era de 2.355 habitants. La unitat municipal està formada pels pobles Kodovjat, Bratilë, Bulcar, Kishte, Kokel, Posnovisht, Shelcan, Bersnik i Poshtëm, Bersnik i Sipërm, Mashan i Broshtan.